# Julie Sergeant
Julie Sergeant (Londres, 25 de enero de 1970) es una actriz británica. En 2013, recibió el premio a la Mejor Actriz de Reparto en los Premios Sophia de la Academia Portuguesa de las Artes y Ciencias Cinematográficas 2014, por su actuación en la película Bairro.

## Trayectoria
Nació en Londres en 1970, hija de la actriz portuguesa Guida Maria (1950-2018) y del músico escocés Mike Sergeant. Inició su carrera artística en 1979, debutando en televisión en la serie infantil Histórias com Pés e Cabeça.
Durante los años 80, continuó su carrera en la televisión portuguesa. Participó en una adaptación de la novela Los Maia de José Maria Eça de Queirós, en la serie Arco Íris (1982), y en 1988, interpretó su primer papel destacado, como Rosarinho en la telenovela Passerelle, escrita por Rosa Lobato de Faria y Ana Zanatti. Ese mismo año, tuvo una pequeña aparición en la película Young Toscanini, de Franco Zeffirelli, y en 1990, participó en la miniserie O Mandarim.
En la década de 1990, amplió su trayectoria con papeles en telenovelas como Cinzas (1992-1993), producida por la Radio y Televisión de Portugal (RTP), y en películas como Aquí d'El Rei de António-Pedro Vasconcelos. En 2002, ganó reconocimiento por su papel como Vera Antunes en la telenovela Fúria de Viver. Ese mismo año participó en la primera edición del reality show portugués Gran Hermano Famosos. Al año siguiente, regresó al teatro con la obra titulada O Romance da Raposa, estrenada en el Teatro São Luiz de Lisboa.  
En 2004, actuó en una telenovela brasileña producida por TV Globo, donde conoció al actor brasileño Cassiano Carneiro, con quien tuvo una hija en 2005. La pareja se separó en 2020.  Sergeant continuó su carrera combinando teatro y televisión. En 2006, se incorporó a la tercera temporada de la serie Morangos com Açúcar, y más adelante colaboró con el Teatro do Bairro antes de retomar su participación en producciones televisivas y cinematográficas.

### Activismo
Sergeant ha sido una de las actrices pioneras en Portugal en abordar públicamente temas relacionados con la sexualidad. Adquirió los derechos de representación en portugués de la obra Los Monólogos de la Vagina de la dramaturga estadounidense Eve Ensler, y protagonizó el montaje con notable éxito en Lisboa. En septiembre de 2020 participó en el programa de televisión Sexo 100 Tabus, donde habló abiertamente sobre la masturbación y mencionó haber mantenido una relación con una mujer, lo que generó atención mediática en el país.

## Filmografía

### Películas
- L'herbe rouge (1985)
- Serenidade (1987)
- Il giovane Toscanini (1988)
- A Maldição do Marialva (1991)
- Aqui D'El Rei! (1992)
- O Miradouro da Lua (1993)
- Menos Nove (1997)
- Só Por Acaso (2003)
- Maria e as Outras (2004)
- Duas Pessoas (2004)
- Bairro (2013)

### Series
- Passerelle (1988)
- A Grande Mentira (1991)
- O Mandarim (1991)
- Cinzas (1992)
- Riscos (1997)
- Menos Nove (1997)
- Débora (1998)
- Super Pai (2000)
- Segredo de Justiça (2001)
- Fascínios (2007)
- A Herdeira (2017)
- A Teia (2018)
- Bem Me Quer (2020)
- A Fazenda (2024)

## Reconocimientos
En 2013, Julie Sergeant interpretó un papel en la película Bairro, por el que fue galardonada en 2014 con el Premio Sophia a la Mejor Actriz de Reparto, otorgado por la Academia Portuguesa de las Artes y Ciencias Cinematográficas.